# Diócesis de Arlington
La diócesis de Arlington (en latín: Dioecesis Arlingtonen(sis) y en inglés: Roman Catholic Diocese of Arlington) es una circunscripción eclesiástica latina de la Iglesia católica en Estados Unidos, sufragánea de la arquidiócesis de Baltimore. La diócesis tiene al obispo Michael Francis Burbidge como su ordinario desde el 4 de octubre de 2016. 

## Territorio y organización
La diócesis tiene 16 935 km² y extiende su jurisdicción sobre los fieles católicos de rito latino residentes en 21 condados del estado de Virginia: Arlington, Clarke, Culpeper, Fairfax, Fauquier, Frederick, King George, Lancaster, Loudoun, Madison, Northumberland, Orange, Page, Prince William, Rappahannock, Richmond, Shenandoah, Spotsylvania, Stafford, Warren y Westmoreland.
La sede de la diócesis se encuentra en el condado de Arlington, en donde se halla la Catedral de Santo Tomás Moro. En Alexandria se encuentra la basílica menor de Santa María.
En 2020 en la diócesis existían 70 parroquias.
La diócesis de Arlington también tiene dos misiones en la República Dominicana: la parroquia misión Bánica y la parroquia de la misión Pedro Santana, que son supervisadas por la Oficina diocesana de la Propagación de la Fe, cuyo director también sirve como pastor de la Iglesia St James en Falls Church.

### Parroquias
- Localizador Oficial de la Parroquia de la diócesis de Arlington:[6]
- All Saints, Manassas
- Annunciation of the Blessed Virgin Mary, Manassas
- Blessed Sacrament, Alexandria
- Cathedral of St. Thomas More, Arlington
- Christ the Redeemer, Sterling
- Corpus Christi Mission, South Riding;
- Epiphany of Our Lord Byzantine Catholic Church, Annandale (Situada dentro de la diócesis de Arlington, pero bajo la jurisdicción de la diócesis bizantina de Passaic)
- Good Shepherd, Alexandria
- Holy Family, Dale City
- Holy Martyrs of Vietnam, Arlington;
- Holy Spirit, Annandale;
- Holy Transfiguration Melkite Greek-Catholic Church, McLean; (Situada dentro de la Diócesis de Arlington, pero bajo la jurisdicción de la eparquía de Newton)
- Holy Trinity, Bristow;
- Nativity, Burke;
- Our Lady of Angels, Woodbridge;
- Our Lady of Good Counsel, Vienna;
- Our Lady of Hope, Potomac Falls;
- Our Lady of Lourdes, Arlington;
- Our Lady of the Blue Ridge, Madison;
- Nuestra Señora de Shenandoah, Basye;
- Nuestra Señora del Valle, Luray;
- Our Lady Queen of Peace, Arlington;
- Precious Blood, Culpeper;
- Queen of Apostles, Alexandria;
- Sacred Heart, Manassas;
- Sacred Heart of Jesus, Winchester;
- St. Agnes, Arlington;
- St. Ambrose, Annandale; Archivado el 14 de mayo de 2008 en Wayback Machine.
- St. Andrew the Apostle, Clifton;
- St. Ann, Arlington;
- St. Anthony, Falls Church;
- St. St. Anthony of Padua, King George;
- St. Bernadette, Springfield;
- St. Bridget of Ireland, Berryville;
- St. Catherine of Sienna, Great Falls;
- St. Charles Borromeo, Arlington;
- St. Clare of Assisi, Clifton;
- St. Elizabeth of Hungary, Colonial Beach;
- St. Elizabeth Ann Seton, Lake Ridge;
- St. Francis de Sales, Kilmarnock;
- St. Francis de Sales, Purcellville;
- St. Francis of Assisi, Triangle;
- St. Isidore the Farmer, Orange;
- St. James, Falls Church;
- St. John the Beloved, McLean;
- St. John Bosco, Woodstock;
- St. John Neumann, Reston;
- St. John the Apostle, Leesburg;
- St. John the Baptist, Front Royal;
- St. John the Evangelist, Warrenton;
- St. Joseph, Alexandria;
- St. Joseph, Herndon;
- St. Jude, Fredericksburg;
- St. Lawrence the Martyr, Alexandria;
- St. Leo the Great, Fairfax;
- St. Louis, Alexandria;
- St. Luke, McLean;
- St. Mark, Vienna;
- St. Mary, Alexandria;
- St. Mary of the Immaculate Conception, Fredericksburg;
- St. Mary of Sorrows, Fairfax;
- St. Matthew, Spotsylvania;
- St. Michael, Annandale;
- St. Patrick, Fredericksburg;
- St. Paul, Hague;
- St. Paul Chung, Fairfax;
- St. Peter, Washington;
- St. Philip, Falls Church;
- St. Raymond of Penafort, Fairfax Station;
- St. Rita, Alexandria;
- St. Stephen the Martyr, Middleburg;
- St. Theresa, Ashburn;
- St. Thomas a Becket, Reston;
- St. Timothy, Chantilly;
- St. Veronica, Chantilly;
- St. William of York, Stafford

## Historia
La diócesis fue erigida el 28 de mayo de 1974 con la bula Supernae Christifidelium del papa Pablo VI, obteniendo el territorio de la diócesis de Richmond.
El fundador obispo de la diócesis, Thomas Jerome Welsh, tomó el cargo el 13 de agosto de 1974. El obispo Welsh sirvió hasta el 8 de febrero de 1983, cuando fue trasladado por el papa Juan Pablo II para convertirse en obispo de la diócesis de Allentown, Pensilvania. El obispo Welsh fue anteriormente el obispo auxiliar de la arquidiócesis de Filadelfia, Pensilvania, y, rector de St Charles Borromeo en el Seminario Wynnewood, Pensilvania.
El segundo obispo de la diócesis fue John R. Keating, ordenado como obispo de Arlington el 4 de agosto de 1983, y sirvió hasta su muerte el 22 de marzo de 1998. El obispo Keating fue anteriormente vicario general y canciller de la arquidiócesis de Chicago, Illinois. 
El tercer obispo de la diócesis, Paul S. Loverde, anteriormente fue obispo de la diócesis de Ogdensburg, Nueva York, y tomó el cargo el 25 de marzo de 1999, retirándose por razones de edad en 2016.
El cuarto obispo de la diócesis, Michael Francis Burbidge, fue nombrado por el papa Francisco el 4 de octubre de 2016.

## Estadísticas
De acuerdo al Anuario Pontificio 2021 la diócesis tenía a fines de 2020 un total de 453 083 fieles bautizados.
| Año                                                                             | Población            | Población | Población      | Sacerdotes | Sacerdotes    | Sacerdotes    | Bautizados por sacerdote | Diáconos permanentes | Religiosos | Religiosos | Parroquias |
| Año                                                                             | Bautizados católicos | Total     | % de católicos | Total      | Clero secular | Clero regular | Bautizados por sacerdote | Diáconos permanentes | Varones    | Mujeres    | Parroquias |
| ------------------------------------------------------------------------------- | -------------------- | --------- | -------------- | ---------- | ------------- | ------------- | ------------------------ | -------------------- | ---------- | ---------- | ---------- |
| 1976                                                                            | 153 800              | 1 200 000 | 12.8           | 180        | 86            | 94            | 854                      | 13                   | 113        | 283        | 52         |
| 1980                                                                            | 174 000              | 1 500 000 | 11.6           | 185        | 94            | 91            | 940                      | 29                   | 97         | 297        | 57         |
| 1990                                                                            | 247 116              | 1 792 800 | 13.8           | 194        | 108           | 86            | 1273                     | 74                   | 115        | 241        | 59         |
| 1999                                                                            | 336 123              | 2 228 575 | 15.1           | 222        | 145           | 77            | 1514                     | 46                   | 17         | 192        | 63         |
| 2000                                                                            | 335 053              | 2 271 950 | 14.7           | 234        | 159           | 75            | 1431                     | 62                   | 91         | 192        | 65         |
| 2001                                                                            | 353 367              | 2 317 773 | 15.2           | 242        | 162           | 80            | 1460                     | 64                   | 97         | 171        | 66         |
| 2002                                                                            | 368 575              | 2 403 540 | 15.3           | 239        | 162           | 77            | 1542                     | 65                   | 96         | 161        | 67         |
| 2003                                                                            | 382 574              | 2 403 540 | 15.9           | 241        | 163           | 78            | 1587                     | 63                   | 98         | 157        | 66         |
| 2004                                                                            | 391 001              | 2 403 540 | 16.3           | 241        | 168           | 73            | 1622                     | 62                   | 93         | 149        | 56         |
| 2006                                                                            | 400 539              | 2 646 698 | 15.1           | 249        | 176           | 73            | 1608                     | 52                   | 92         | 145        | 67         |
| 2012                                                                            | 454 382              | 2 989 000 | 15.2           | 232        | 174           | 58            | 1958                     | 59                   | 69         | 138        | 68         |
| 2015                                                                            | 457 874              | 3 154 590 | 14.5           | 239        | 182           | 57            | 1915                     | 73                   | 65         | 134        | 69         |
| 2018                                                                            | 463 897              | 3 248 901 | 14.3           | 243        | 183           | 60            | 1909                     | 88                   | 67         | 125        | 71         |
| 2020                                                                            | 453 083              | 3 329 860 | 13.6           | 240        | 186           | 54            | 1888                     | 88                   | 61         | 110        | 70         |
| Fuente: Catholic-Hierarchy, que a su vez toma los datos del Anuario Pontificio. |                      |           |                |            |               |               |                          |                      |            |            |            |

### Escuelas secundarias
- Bishop Denis J. O'Connell High School, Arlington
- Bishop Ireton High School, Alexandria
- Notre Dame Academy, Middleburg
- Oakcrest School, McLean
- Paul VI Catholic High School, Fairfax
- Seton High School, Manassas
- John Paul the Great Catholic High School, Dumfries

## Episcopologio
- Thomas Jerome Welsh † (4 de junio de 1974-3 de febrero de 1983 nombrado obispo de Allentown)
- John Richard Keating † (7 de junio de 1983-22 de marzo de 1998 falleció)
- Paul Stephen Loverde (25 de enero de 1999-4 de octubre de 2016 retirado)
- Michael Francis Burbidge, desde el 4 de octubre de 2016